# Pedroveya
Pedroveya es una parroquia del concejo asturiano de Quirós (España), y un lugar de dicha parroquia. Su templo parroquial, en cuya anteiglesia se yergue un tejo centenario, está dedicado a San Antonio.
La parroquia alberga una población de 30 habitantes y ocupa una extensión de 11,36 km². 
Por el pueblo pasa La Ruta de las Xanas, de gran belleza.

## Poblaciones
Según el nomenclátor de 2011, la parroquia está formada por:
- Pedroveya (lugar): 17 habitantes
- La Rebollada (lugar): 13 habitantes